# Iguerande
Iguerande – miejscowość i gmina we Francji, w regionie Burgundia-Franche-Comté, w departamencie Saona i Loara.
Według danych na rok 1990 gminę zamieszkiwało 921 osób, a gęstość zaludnienia wynosiła 43 osoby/km² (wśród 2044 gmin Burgundii Iguerande plasuje się na 254. miejscu pod względem liczby ludności, natomiast pod względem powierzchni na miejscu 398.).